# Patrós
Segons el Gènesi, els patrós o patrosites són un grup de descendents de Misraim, fill de Cam i net de Noè.
Tot fa indicar que serien descendents d'un fill de Misraim anomenat Patrós, però la Bíblia no esmenta el seu nom.
Se'ls identifica com una tribu de Tebes (Alt Egipte), ja que el mot egipci Pa-to-ris significa "del sud".